# 奥塔卡尔·温迪什
奥塔卡尔·温迪什（捷克語：Otakar Vindyš，1889年4月9日—1949年12月23日），捷克男子冰球运动员。他曾代表捷克斯洛伐克参加1920年夏季奥林匹克运动会冰球比赛，获得一枚铜牌。他也曾参加1924年冬季奥林匹克运动会。